# HMM
HMM Company Limited (kor. 에이치엠엠 주식회사), dawniej Hyundai Merchant Marine – południowokoreańską firmą zajmującą się transportem kontenerowym i przewozem morskim. Przedsiębiorstwo jest zaliczane do grona 10 największych morskich przewoźników kontenerowych.
HMM obsługuje największą część południowokoreańskiego eksportu. Na rynku krajowym HMM zajmuje się transportem materiałów strategicznych, takich jak ropa naftowa, ruda żelaza/węgiel, a także różnorodnych produktów specjalnych, a także towarów importowanych/eksportowanych.

## Sojusz The Alliance
Od 2016 roku HMM wraz z Hapag-Lloyd, Ocean Network Express i Yang Ming Marine Transport Corporation był członkiem sojuszu THE Alliance. THE Alliance zawijał do 81 różnych portów miesięcznie. Od marca 2025 THE Alliance został zastapiony sojuszem Premier Alliance, złożony przez tych samych armatorów oprócz Hapag-Lloyd.

## Historia
Przedsiębiorstwo zostało założone w 1976 roku jako Asia Merchant Marine, część grupy Hyundai.
W 1983 roku spółka zmieniła nazwę na Hyundai Merchant Marine.
W 2016 roku w związku z restrukturalizacją i redukcją kapitału, spółka została sprzedana do Korea Development Bank i Korea Ocean Business Corporation.
W 2020 roku spółka zmieniła nazwę na HMM Co., Ltd .